# Walter Amelung

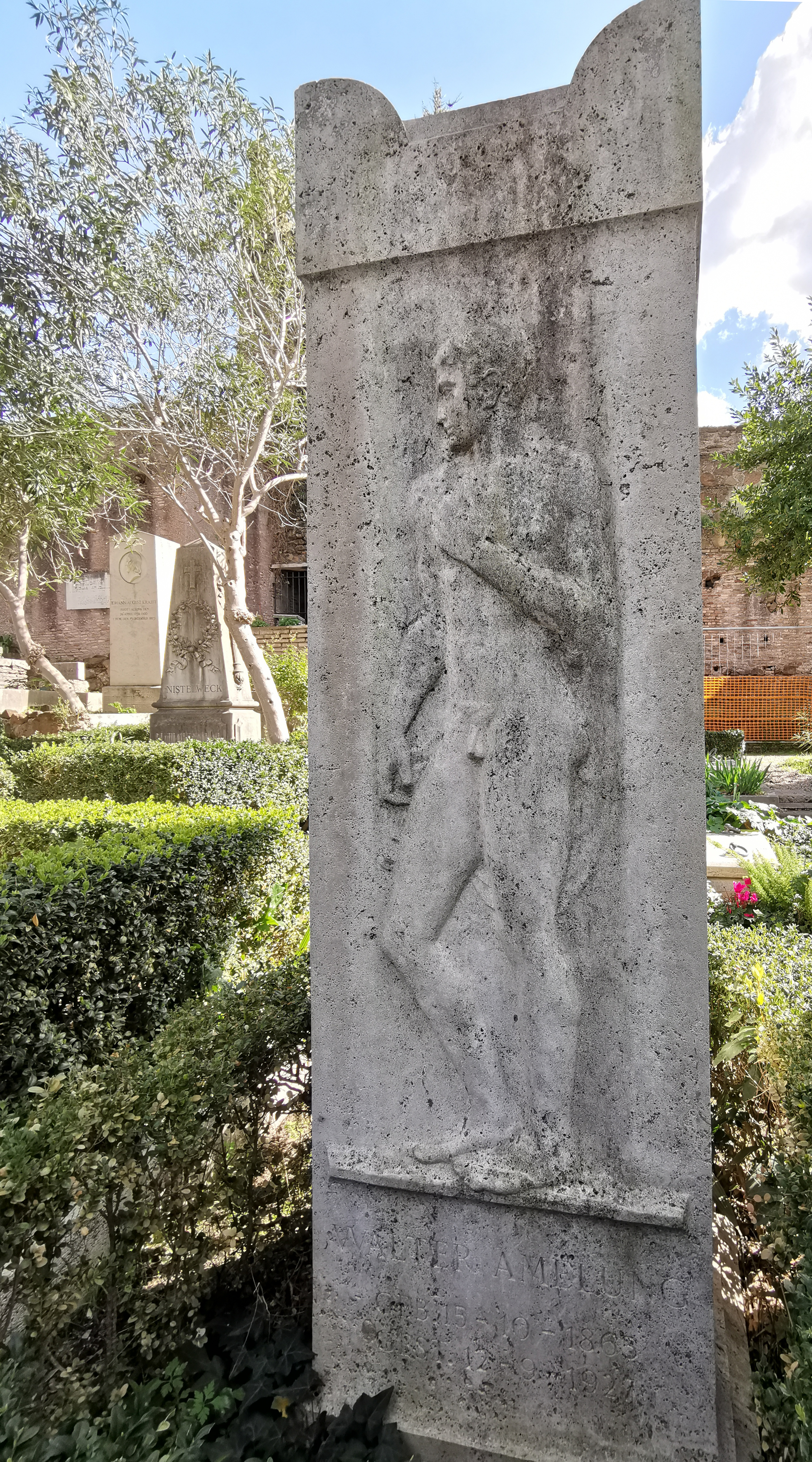
Grab auf dem Nichtkatholischen (Protestantischen) Friedhof Rom

Walter Oskar Ernst Amelung, auch Walther Amelung (* 15. Oktober 1865 in Stettin; † 12. September 1927 in Bad Nauheim) war ein deutscher Archäologe.

## Leben
Walter Amelung war das jüngste Kind des Versicherungsjuristen Hermann Amelung und dessen Ehefrau Antonie geb. Lebrun († 1904), ehemalige Schauspielerin am Dresdner Hoftheater.
Er besuchte das Marienstiftsgymnasium in seiner Heimatstadt. Nach dem Abitur studierte er klassische Altertumswissenschaften an der Eberhard-Karls-Universität. 1884 wurde er im Corps Borussia Tübingen recipiert. Mit ihm aktiv war der nachmalige Historiker Walther Stein. Als Inaktiver wechselte Amelung an die Universität Leipzig und die Ludwig-Maximilians-Universität München. Mit einer Doktorarbeit bei Heinrich Brunn wurde er 1888 in München promoviert. Von Brunn empfing er prägende Anregungen für seine wissenschaftliche Laufbahn. Zwei Jahre lang arbeitete Amelung, der mütterlicherseits aus einer zu Beginn des 19. Jahrhunderts berühmten Schauspielerfamilie stammte, als Schauspieler in München und Berlin. Erst dann wandte er sich ganz der Klassischen Archäologie zu. 1891–1893 unternahm er ausgedehnte Reisen im Mittelmeerraum. Hier erwarb er umfassende Kenntnisse der antiken Plastik, die er in die Reihe Einzelaufnahmen antiker Skulpturen (mit Paul Arndt, fortgeführt von Georg Lippold) einfließen ließ. Die Reihe war als Vorarbeit für ein Corpus Statuarum Antiquarum gedacht, das jedoch nicht zustande kam.
Amelung lebte seit 1895 als Mitarbeiter des Deutschen Archäologischen Instituts in Rom. Er verfasste zahlreiche Kunstführer und leistete wesentliche Beiträge zur Rekonstruktion vieler antiker Statuen. Er musste während des Ersten Weltkriegs Rom verlassen und lehrte in jener Zeit an der Friedrich-Wilhelms-Universität zu Berlin und an der Lessing-Hochschule zu Berlin. 1917 wurde er zum korrespondierenden Mitglied der Akademie der Wissenschaften zu Göttingen gewählt.
Nach dem Krieg wurde Amelung 1921 die Leitung und damit der Wiederaufbau des Deutschen Archäologischen Instituts in Rom aufgetragen. 1927 starb er im 62. Lebensjahr in Bad Nauheim. Begraben ist er auf dem Protestantischen Friedhof Rom in unmittelbarer Nähe von August von Goethe. Amelung war unverheiratet geblieben. Er ist auch als Übersetzer aus dem Griechischen und dem Latein bekannt. Er war Ehrenmitglied der Society for the Promotion of Hellenic Studies.